# Pokémon 3 : Le Sort des Zarbi
Pokémon 3 : Le Sort des Zarbi (Pokémon 3, le film au Québec) (劇場版ポケットモンスター 結晶塔の帝王 ENTEI, Gekijōban Poketto Monsutā Kesshōtō no teiō ENTEI, Litt. Pokémon le film : L'empereur de la tour de cristal : Enteï) est un film japonais d'animation de la série Pokémon réalisé par Kunihiko Yuyama. Il est sorti au Japon le 8 juillet 2000, le 6 avril 2001 en Amérique et le 13 juin 2001 en France. Il sera le troisième et dernier film de la licence à sortir officiellement au cinéma, après Pokémon, le film : Mewtwo contre-attaque et Pokémon 2 : Le pouvoir est en toi en 2000.

## Synopsis
Lors d'une mystérieuse disparition d'un père pendant des fouilles archéologiques, sa jeune fille, Molly, joue avec les découvertes de son père, ce qui va libérer les Zarbi, des Pokémon en formes de lettres d'un autre univers. Ces derniers réalisent son vœu, en lui donnant un père en la personne d'Entei.
Puis les catastrophes arrivent et les Zarbi cristallisent le manoir de Molly, puis la ville de Greenfield. Lorsque Entei prend en otage la mère de Sacha, ce dernier et ses amis décident de pénétrer dans cette tour de cristal pour la délivrer...

## Doublage

### Version originale
- Rica Matsumoto : Satoshi
- Ikue Ōtani : Pikachu
- Mayumi Iizuka : Kasumi
- Yūji Ueda : Takeshi, Sōnans
- Satomi Kōrogi : Togepy
- Megumi Hayashibara : Musashi
- Shinichiro Miki : Kojirō
- Inuko Inuyama : Nyarth
- Unshō Ishizuka : Doctor Orchid, Narrateur
- Masami Toyoshima : Hanako
- Akiko Yajima : Mī
- Naoto Takenaka : Entei, Doctor Shurī
- Ai Katō : Lin

### Version française
- Aurélien Ringelheim : Sacha
- Fanny Roy : Ondine
- Antoni Lo Presti : Pierre
- Carole Baillien : Molly Hale
- Marc Ysaye : Entei / Professeur Spencer Hale
- Catherine Conet : Delia, Jessie
- David Manet : James
- Nessym Guetat : Miaouss
- Julie Basecqz : Lisa
- Laurent Sao : Skyler
- Jean-Marc Delhausse : Professeur Chen, le caméraman
- Guylaine Gibert : la journaliste

### Version québécoise
- Sébastien Reding : Ash
- Kim Jalabert : Misty
- Martin Watier : Brock
- Christine Séguin : Jessie
- Antoine Durand : James
- François Sasseville : Meowth
- Line Boucher : Molly
- Stéfanie Dolan : Lisa
- Joël Legendre : Tracey
- Viviane Pacal : Délia
- Pierre Chagnon : Professeur Elm/Enteï
- Christine Bellier : Journaliste

### Version américaine
- Veronica Taylor : Ash Ketchum
- Rachael Lillis : Misty
- Amy Birnbaum : Molly Hale
- Dan Green : Spencer Hale, Entei

## Commentaire

### Autour du film
- Sean Connery a refusé le rôle du professeur, le père de Molly, dans la version américaine[2].
- À la fin du film, James tient une rose dans la main, ce qui ne s'était plus produit depuis la saison 2.
- Il s'agit du dernier film Pokémon à avoir été distribué au cinéma en France. Les suivants sortiront tous directement en dvd.
- Le quatrième mur est brisé à deux reprises dans le film (uniquement en version occidentale) : la première fois quand Miaouss demande s'il aura un rôle plus important dans le prochain film, et la deuxième fois quand la Team Rocket dit que la série animée et les films s'arrêteraient si Sacha venait à disparaitre.

### Différences entre la version japonaise et la version américaine
- Dans la version diffusée aux États-Unis et en Europe, la bande-son a été totalement réécrite (de la même manière que dans les précédents films). Les dialogues ont également été remaniés.
- À l'origine, la scène où le professeur Spencer revient du monde des Zarbi faisait partie du générique de fin. Pour la version occidentale, cette scène a été déplacée juste avant la scène où Sacha et ses amis sortent de la maison après le départ des Zarbi. Le personnel 4Kids a déclaré qu'ils ont fait cela parce que le public occidental a tendance à partir des salles de cinéma sans regarder le générique de fin. Par conséquent, les producteurs craignaient que si le public ne regardait pas le générique, il penserait que Molly devenait orpheline.
- Dans la version japonaise, il est expliqué que la femme du professeur Spencer l'a quitté à cause de son obsession pour les Zarbi, alors que dans la version occidentale, elle a juste mystérieusement disparu.

### Lien entre la série animée et le film
Aucun repère temporel dans le film ne permet d'identifier avec précision quand se situe l'intrigue du film par rapport à la série. Cependant, si on se réfère aux Pokémon possédés par Sacha et Pierre, l'histoire a lieu entre l'épisode 156 (saison 3) et l'épisode 167 (saison 4) exclus.

## Sorties
- Japon : 8 juillet 2000 au cinéma et le 7 juillet 2001 en DVD.
- États-Unis : 29 mars 2001 au cinéma et le 21 août 2001 en DVD.
- France : 13 juin 2001 au cinéma et le 13 décembre 2001 en DVD.